# Jagoczany
Jagoczany (deutsch Jagotschen, 1938 bis 1945 Gleisgarben) ist ein Dorf in der polnischen Woiwodschaft Ermland-Masuren, das zur Landgemeinde Banie Mazurskie (Benkheim) im Powiat Gołdapski (Kreis Goldap) gehört.

## Geographische Lage
Jagoczany liegt im Nordosten der Woiwodschaft Ermland-Masuren nordöstlich des Jezioro Jagoczany (Gleisgarbener See). Die einstige und heute auf russischem Staatsgebiet gelegene Kreisstadt Darkehmen (1938 bis 1946 Angerapp, polnisch Osjorsk) liegt 15 Kilometer in nördlicher Richtung, während sich die jetzige Kreishauptstadt Gołdap (Goldap) 10 Kilometer in östlicher Richtung befindet.

## Geschichte
Im Gebiet des heutigen Ortes Jagoczany gab es bis 1928 zwei getrennte Kommunen: das im Jahre 1539 ersterwähnte Klisegarbe (um 1564 Clysgarb, um 1565 Lyssgarben, vor 1584 Glisgarben) und spätere Gutsdorf Gleisgarben sowie die – erst später entstandene – Landgemeinde Jagotschen. 
Im Jahr 1874 wurden beide Dörfer zusammen mit dem Gutsbezirk Gleisgarben-See in den neu errichteten Amtsbezirk Abschermeningken (polnisch Obszarniki) eingegliedert, der – 1939 in „Amtsbezirk Almental“ umbenannt – bis 1945 zum Kreis Darkehmen (1939 bis 1945 „Landkreis Angerapp“ genannt) im Regierungsbezirk Gumbinnen der preußischen Provinz Ostpreußen gehörte. Noch im Jahre 1874 wurde der Gutsbezirk Gleisgarben-See in den Gutsbezirk Gleisgarben integriert.
Im Jahre 1910 zählte der Gutsbezirk Gleisgarben 53 Einwohner, in Jagotschen waren es 96. Am 30. September 1928 wurde der Gutsbezirk Gleisgarben in die Landgemeinde Jagotschen eingemeindet. Die Gesamteinwohnerzahl war bis 1933 auf 143 angestiegen, im Jahre 1939 betrug sie bereits 270. Die Landgemeinde Jagotschen wiederum wurde am 3. Juni (amtlich bestätigt am 16. Juli) des Jahres 1938 in Landgemeinde „Gleisgarben“ umbenannt.
In Kriegsfolge kam die Gemeinde 1945 mit dem südlichen Ostpreußen zu Polen, und das ehemalige Ortsgebiet Gleisgarben/Jagotschen heißt heute polnisch „Jagoczany“. Das Dorf ist jetzt Sitz eines Schulzenamtes (polnisch Sołectwo) und bildet eine Ortschaft im Verbund der Landgemeinde Banie Mazurskie im Powiat Gołdapski, vor 1998 der Woiwodschaft Suwałki, seither der Woiwodschaft Ermland-Masuren zugehörig.

## Religionen
Gleisgarben und Jagotschen waren vor 1945 in die evangelische Kirche in Kleszowen/Kleschowen (1938 bis 1946 Kleschauen, russisch Kutusowo) im Kirchenkreis Darkehmen/Angerapp innerhalb der Kirchenprovinz Ostpreußen der Kirche der Altpreußischen Union bzw. in die katholische Pfarrkirche in Goldap im Dekanat Masuren II (Sitz: Johannisburg (polnisch Pisz) im Bistum Ermland) eingepfarrt.
Heute ist Jagoczany Teil der neu errichteten katholischen Pfarrei in Żabin (Klein Szabienen/Schabienen, 1938 bis 1945 Kleinlautersee) im Dekanat Gołdap im Bistum Ełk (Lyck) der Römisch-katholischen Kirche in Polen. Die evangelischen Kirchenglieder gehören zur Kirche in Gołdap, einer Filialkirche der Pfarrei in Suwałki in der Diözese Masuren der Evangelisch-Augsburgischen  Kirche in Polen.

## Verkehr
Jagoczany liegt an einer wenig bedeutenden Nebenstraße, die von der polnisch-russischen Staatsgrenze bei Mażucie (Masutschen, 1938 bis 1945 Oberhofen) in südlicher Richtung bis Rogale (Rogahlen, 1938 bis 19045 Gahlen) verläuft. Eine Bahnanbindung besteht nicht.